# Frances Borzello
Frances Borzello é uma historiadora da arte britânica, amplamente conhecida por seus trabalhos sobre as representações da figura feminina na arte, especialmente sobre o tema do autorretrato feminino. Com formação acadêmica sólida, Borzello tem sido uma voz importante na discussão sobre o papel das mulheres na história da arte, desafiando narrativas tradicionais e ampliando o entendimento da prática artística feminina.
Através de suas pesquisas, Borzello oferece uma nova perspectiva sobre a arte feita por mulheres, ajudando a legitimar suas contribuições e trazendo à tona artistas que, durante muito tempo, foram marginalizadas ou ignoradas pelos historiadores da arte tradicionais. Sua abordagem intersecciona os estudos de gênero com a história da arte, proporcionando uma visão mais inclusiva e completa sobre o papel das mulheres na produção artística.
Seus livros mais conhecidos incluem *Seeing Ourselves: Women's Self-Portraits* (1998), uma obra seminal que explora o autorretrato feminino ao longo da história. Nesse trabalho, Borzello analisa como as mulheres artistas, de diferentes épocas, usaram o autorretrato como uma forma de expressão pessoal e subversão de normas sociais e artísticas. Ela destaca como essas artistas utilizam suas imagens para afirmar suas identidades, questionar estereótipos de gênero e lutar pelo reconhecimento em um campo tradicionalmente dominado por homens.
Outro trabalho importante de Borzello é *A World of Our Own: Women as Artists* (2000), no qual ela discute a evolução da prática artística feminina desde a Renascença até o século XX, traçando as maneiras pelas quais as mulheres conseguiram contornar as barreiras sociais e culturais para deixar sua marca na história da arte.

## Biografia
Borzello obteve seu doutorado na University College London em 1980. Sua dissertação foi publicada em 1981 e intitulada "A relação das belas-artes e dos pobres na Inglaterra do final do século XIX". Borzello era membro de um grupo de fotografia feminina fundado na década de 1970, chamado Second Sight, que incluía membros como Annette Kuhn, Jill Pack e Cassandra Wedd.
O texto de Borzello Preaching to the converted? Feminist art publishing in the 1980s foi incluído no livro de 1995 New Feminist Art Criticism: Critical Strategies.
Seu livro publicado pela primeira vez em 1998, Seeing Ourselves: Women's Self Portraits discute as mulheres criando suas próprias imagens e o poder do autorretrato em vez de serem retratadas como objetos, bem como um olhar histórico sobre gênero, identidade e representação. O livro é um olhar aprofundado sobre a história, começando com os autorretratos de freiras medievais e terminando no século XXI, incluindo temas como maternidade, beleza feminina, talentos musicais, como visto em trabalhos iniciais e nos temas do século XX de sexualidade, dor, raça, gênero e doença. Algumas artistas no livro Seeing Ourselves: Women's Self Portraits incluem: Judith Leyster, Anna Dorothea Therbusch, Marie-Nicole Dumont, Hortense Haudebourt-Lescot, Suzanne Valadon, Gwen John, Paula Modersohn-Becker, Charlotte Berend-Corinth, Frida Kahlo, Wanda Wulz, Charlotte Salomon, Judy Chicago, Jo Spence, Hannah Wilke, Carolee Schneemann, Cindy Sherman, Tracey Emin e mais. A edição de 2016 foi totalmente revisada e inclui um novo posfácio da autora sobre selfies.
O livro de 2010, Frida Kahlo: Face to Face, foi escrito em coautoria com a artista americana Judy Chicago e focou na carreira de Frida Kahlo, bem como na arte de Kahlo em relação a tópicos como autorretrato feminino e comercialização.

### Livros
- Seeing Ourselves: Women's Self-Portraits. Thames & Hudson, 2016. ISBN 0500239460
- The Naked Nude. Thames & Hudson, 2012. ISBN 0500238928
- Frida Kahlo: Face to Face. co-authored with Judy Chicago, Prestel, 2010. ISBN 3791343602
- At Home: The Domestic Interior in Art. Thames & Hudson, 2006. ISBN 0500238316
- Reclining Nude. co-authored with Lidia Guibert Ferrara, Thames & Hudson, 2002. ISBN 0500237972[14]
- Mirror Mirror: Self-Portraits by Women Artists. by Liz Rideal and contributions by Frances Borzello and Whitney Chadwick, Watson-Guptill, 2002. ISBN 0823030717
- A World of Our Own: Women as Artists Since the Renaissance. Watson-Guptill, 2000. ISBN 0823058743
- Seeing Ourselves: Women's Self-Portraits. (first edition) Harry N. Abrams, 1998. ISBN 0-8109-4188-0
- Civilizing Caliban: The Misuse of Art, 1875-1980. Routledge Kegan & Paul, 1987. ISBN 0710206755
- The New Art History. co-authored with A.L. Rees. Camden Press, May 1986. ISBN 0948491078
- Women Artists: A Graphic Guide. co-authored with Natacha Ledwidge, Camden Press, 1986. ISBN 0948491051

### Artigos
- Auchmuty, Rosemary, Borzello, Frances, Davis Langdell, Cheri. “The Image of Women's Studies.” Women's Studies International Forum, vol. 6, no. 3, 1983, pp. 291–298, doi:10.1016/0277-5395(83)90054-7.[15]
- Borzello, Frances. “Helene Schjerfbeck: And Nobody Knows What I'm Like.” Woman's Art Journal, vol. 25, no. 1, 2004, pp. 48–50. JSTORS, doi:10.2307/3566500.
- Borzello, Frances. “Tea, Toilets & Typewriters: Women's Clubs in London.” History Today, vol. 58, no. 12, Dec. 2008.[16]